# Youma Diakite
Youma Diakite, znana również jako Youma (ur. 1 maja 1971) – malijska modelka, aktorka i osobowość medialna. Ze względu na fizyczne podobieństwo i wymiary często jest przyrównywana do Naomi Campbell. 

## Życiorys
Urodziła się w Mali, w wieku 7 lat wraz z rodziną wyemigrowała do Paryża, gdzie ukończyła szkołę średnią. W wieku 18 lat podjęła pracę modelki, biorąc udział w kampanii reklamowej Benetton. Od 1998 mieszka w Mediolanie. Pracowała dla takich marek jak: Versace, Giorgio Armani, Donna Karan, Dolce & Gabbana. W 2005 roku wzięła udział we włoskim programie Ballando con le Stelle, którego polskim odpowiednikiem jest Taniec z gwiazdami.
Posiada syna, którego ojcem jest Fabrizio Ragone.

## Filmografia
- 2020 Wonderwell
- 2017 John Wick 2
- 2016 Teen Star Academy
- 2011 Caccia al re - La narcotici
- 2007 Oliviero Rising
- 2006 L'ispettore Coliandro
- 2004 Ocean’s Twelve: Dogrywka
- 2004 Fratella e sorello
- 2002 W razie czego (Casomai)
- 2001 E adesso sesso